# Odyssey (Fantasy Island)
Odyssey in Fantasy Island (Ingoldmells, Lincolnshire, UK) ist eine Inverted-Stahlachterbahn vom Modell Suspended Looping Coaster des Herstellers Vekoma, die am 25. Mai 2002 als Jubilee Odyssey eröffnet wurde. Unter diesem Namen fuhr sie bis 2011–2013. Sie ist die größte Achterbahn des Modells weltweit und wurde nach dem goldenen Thronjubiläum von Königin Elisabeth II. benannt. Ursprünglich sollte die Bahn 81 m hoch werden, was sie zur höchsten Invertedachterbahn weltweit gemacht hätte, aber da es örtliche Höhenbeschränkungen gab, hätte sie nur maximal 55 m hoch werden können.
Bereits nach dem ersten Jahr Betrieb wurden Teile der Strecke modifiziert, wozu die große Kurve, das Hammerhead-Element und der Sidewinder gehören. Diese wurden etwas niedriger gesetzt, damit der Zug nicht so stark abgebremst wird.
Die 891 m lange Strecke erreicht eine Höhe von rund 50,9 m und besitzt einen First Drop von 43 m bei 60°. Der Zug beschleunigt dabei auf rund 99,8 km/h und es entwickeln sich dabei 4,8 g. Neben einem Horseshoe wurden fünf Inversionen verbaut: einen 37,8 m hohen Looping, eine Cobra-Roll, einen Sidewinder und einen Korkenzieher. 

## Zug
Odyssey besitzt einen einzelnen Zug mit zehn Wagen. In jedem Wagen können zwei Personen (eine Reihe) Platz nehmen. Als Rückhaltesystem kommen Schulterbügel zum Einsatz.

## Fotos

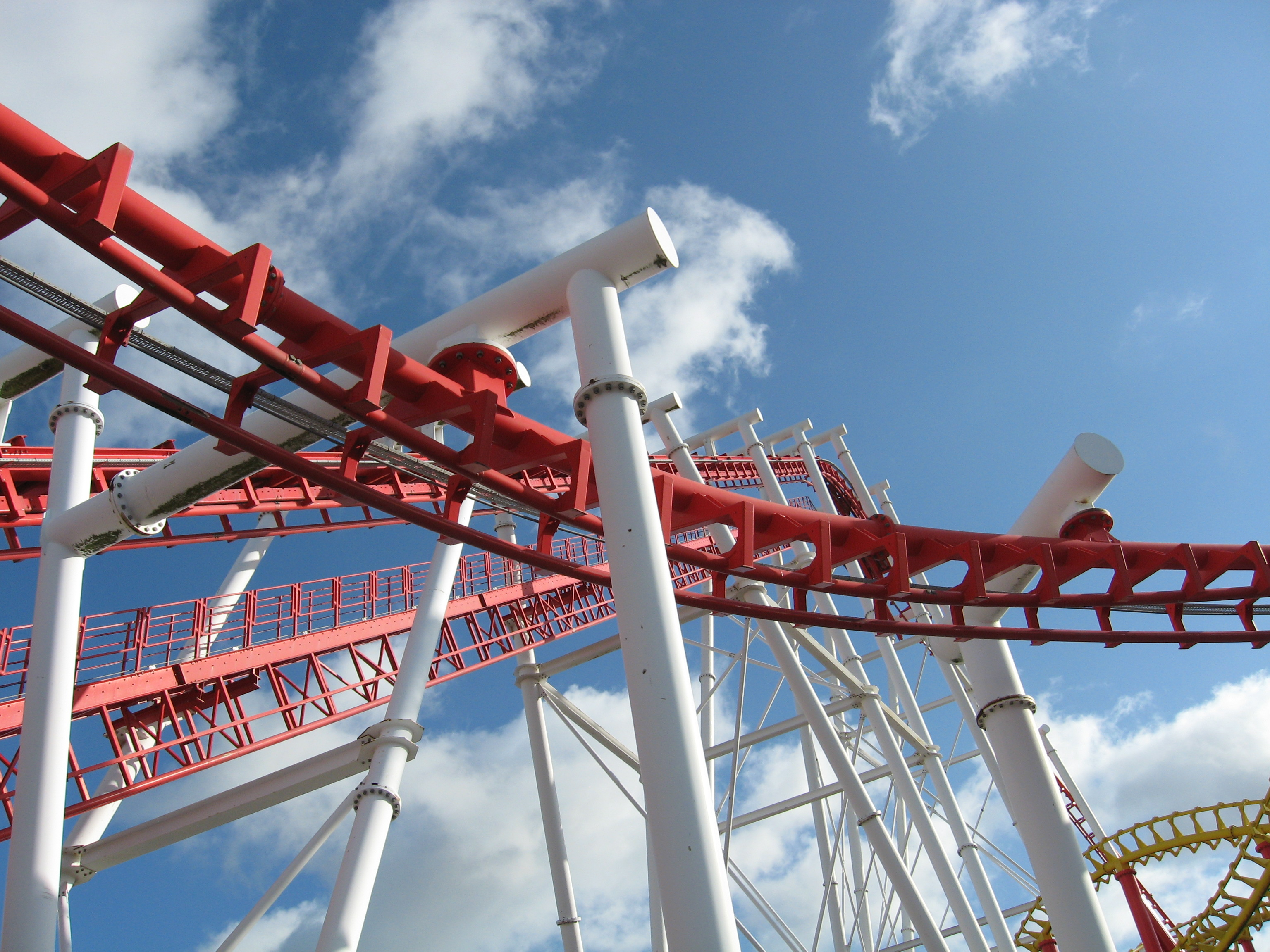
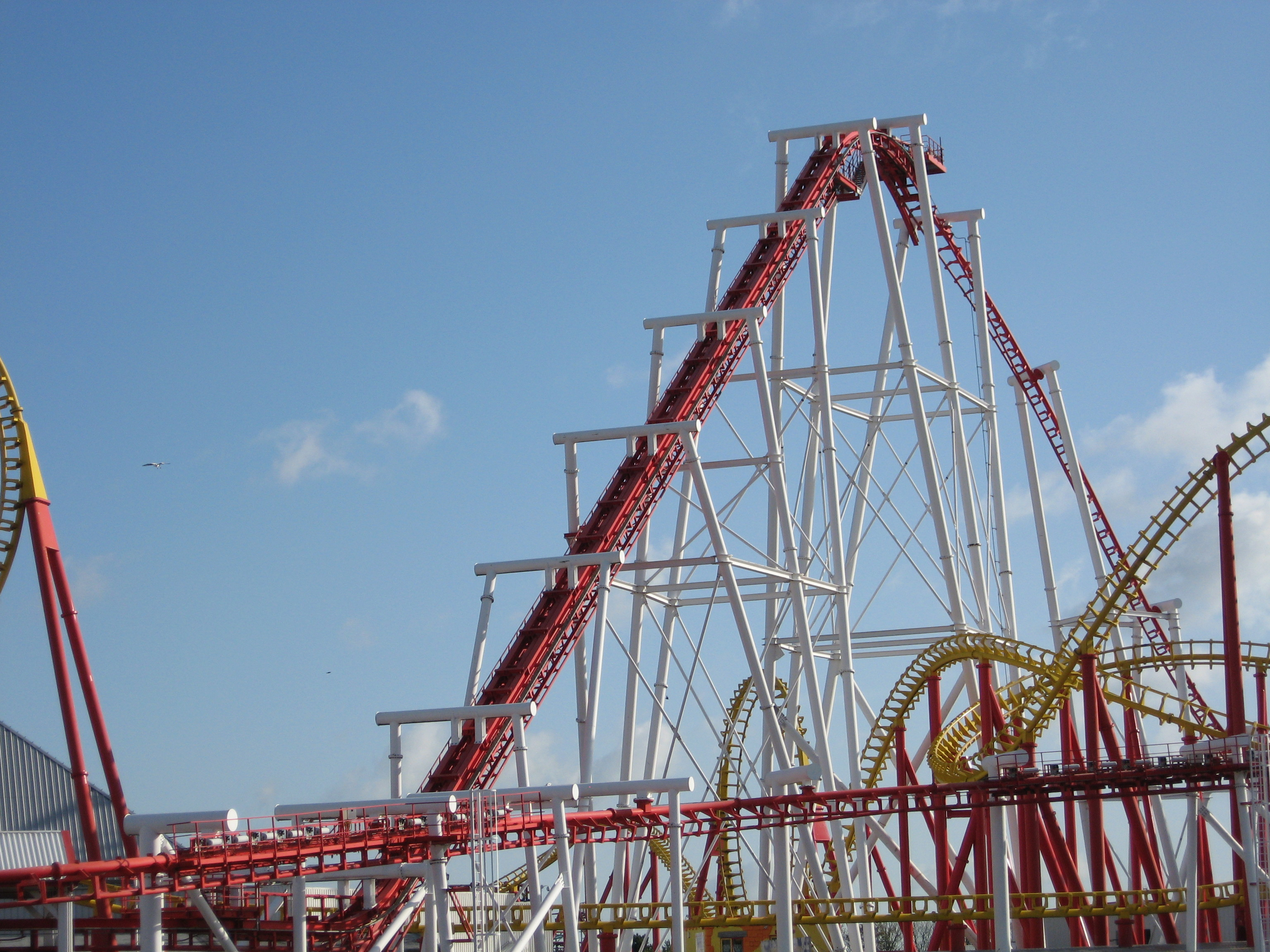
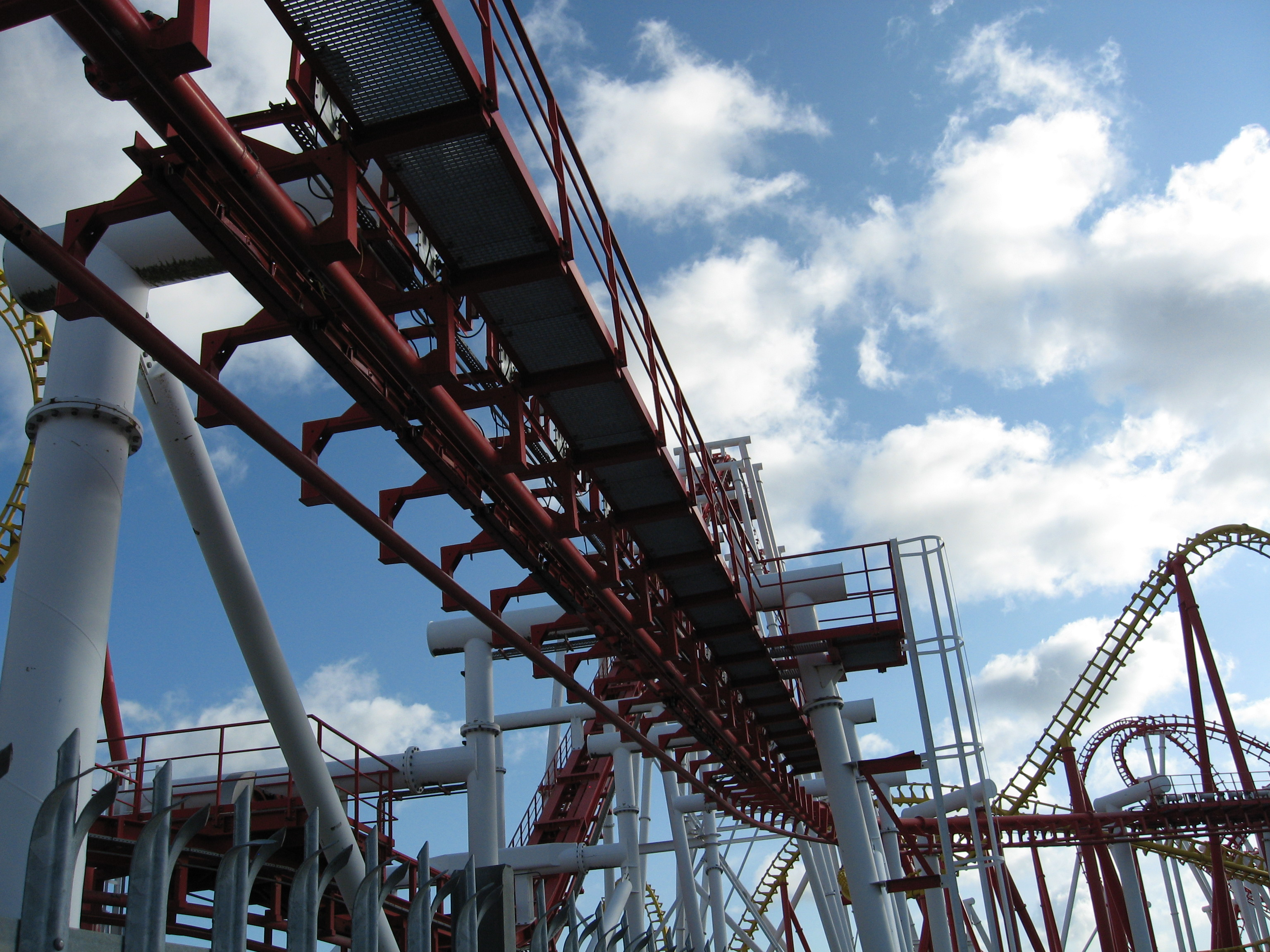
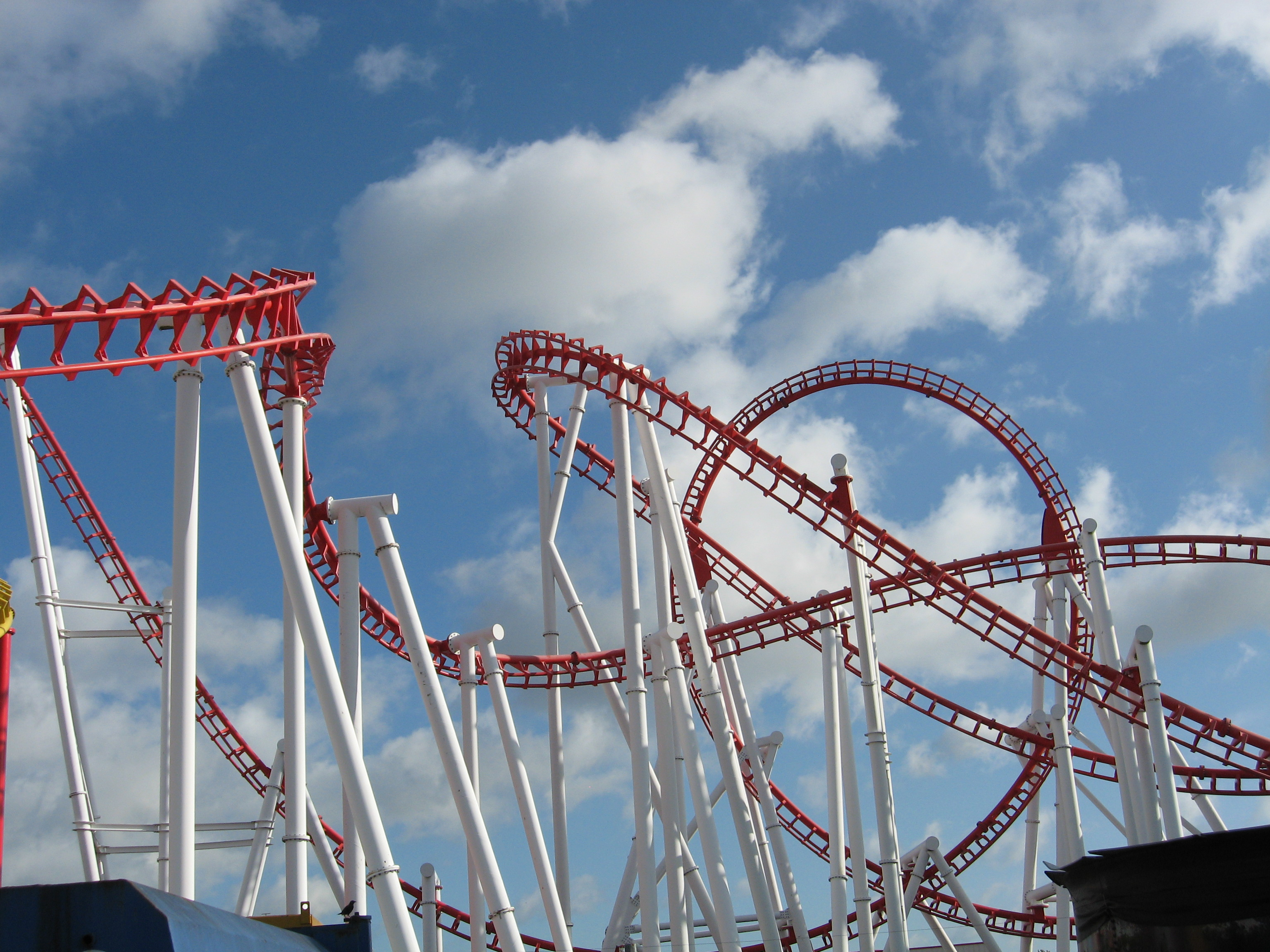
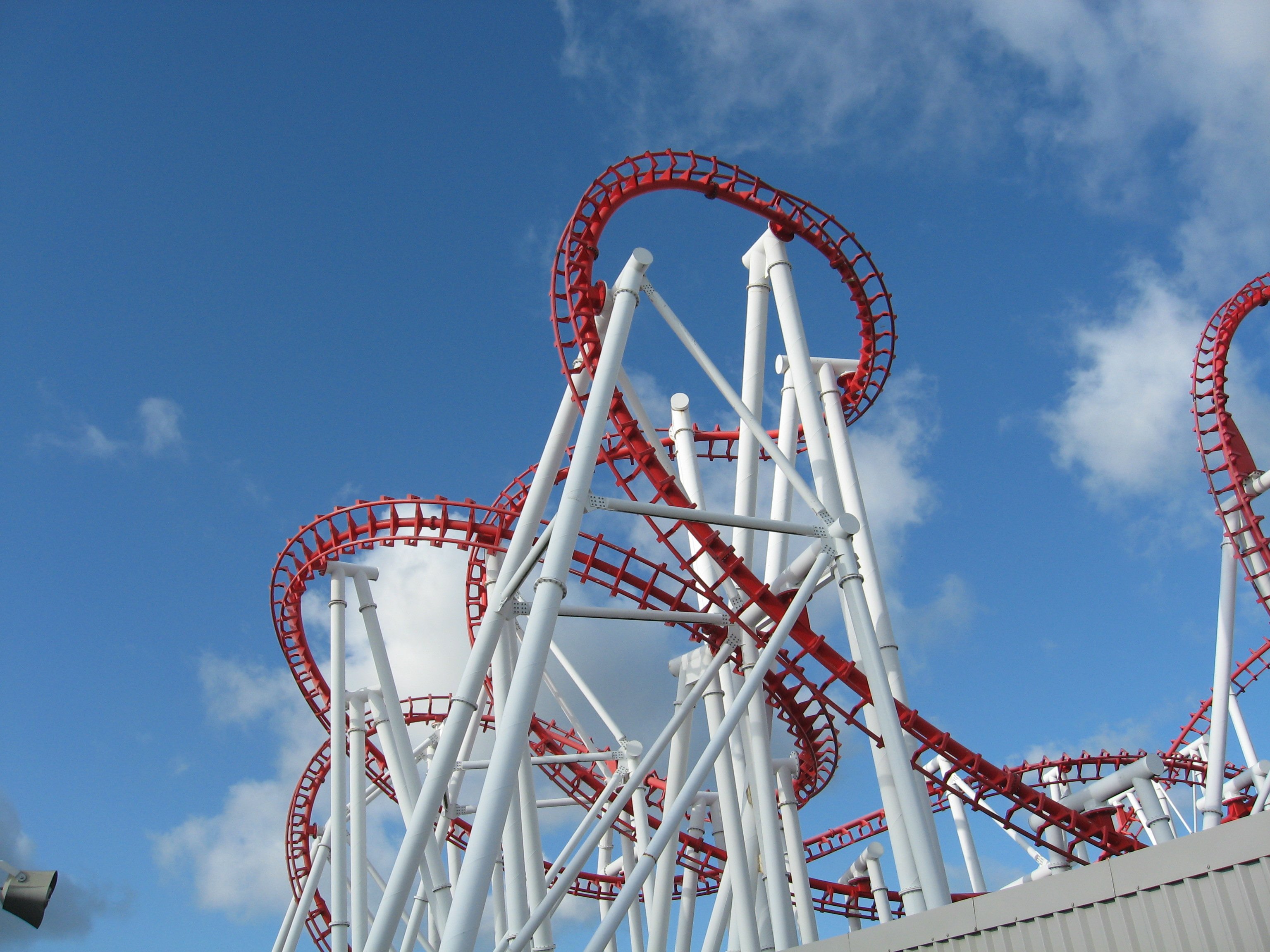
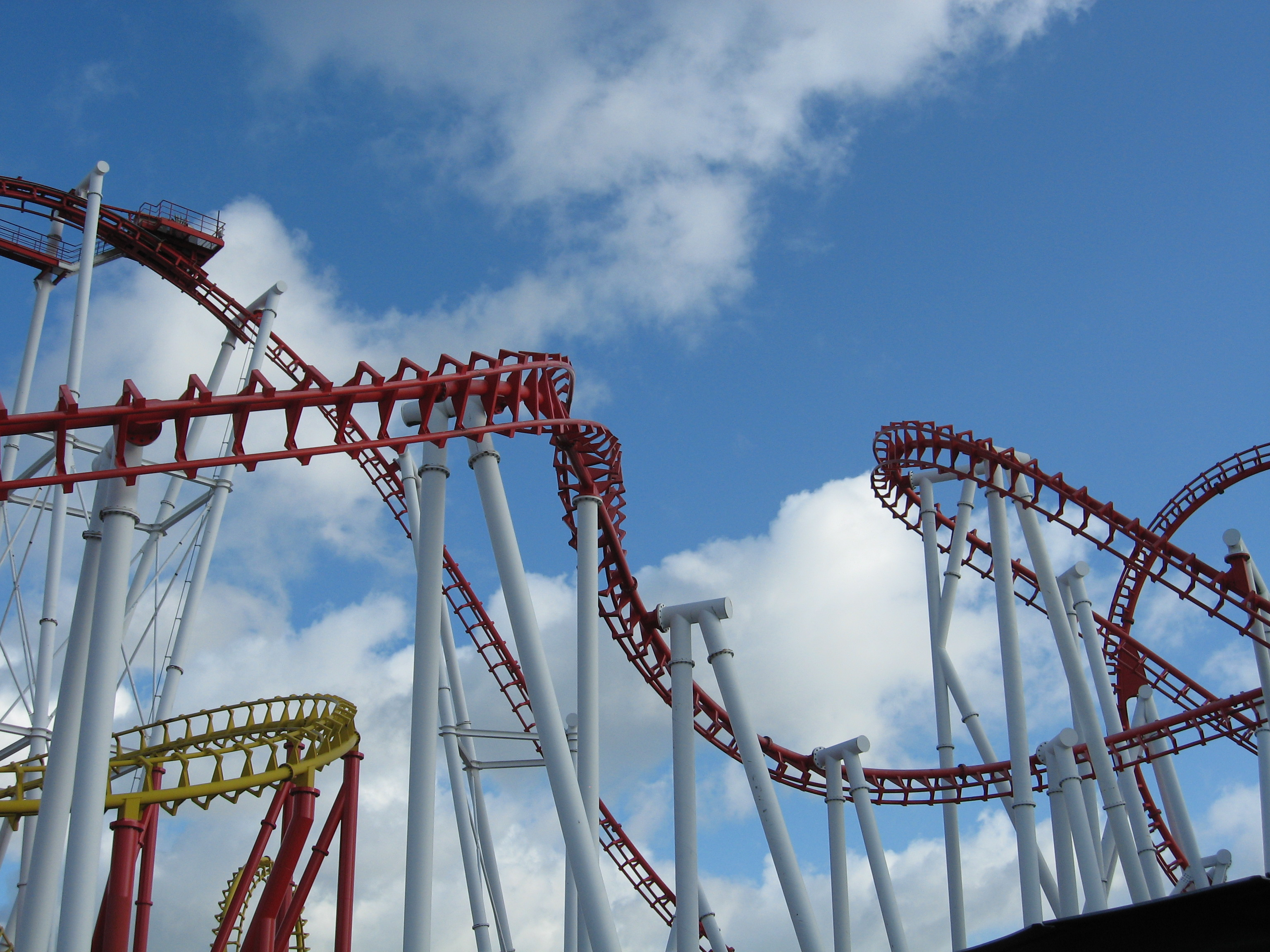
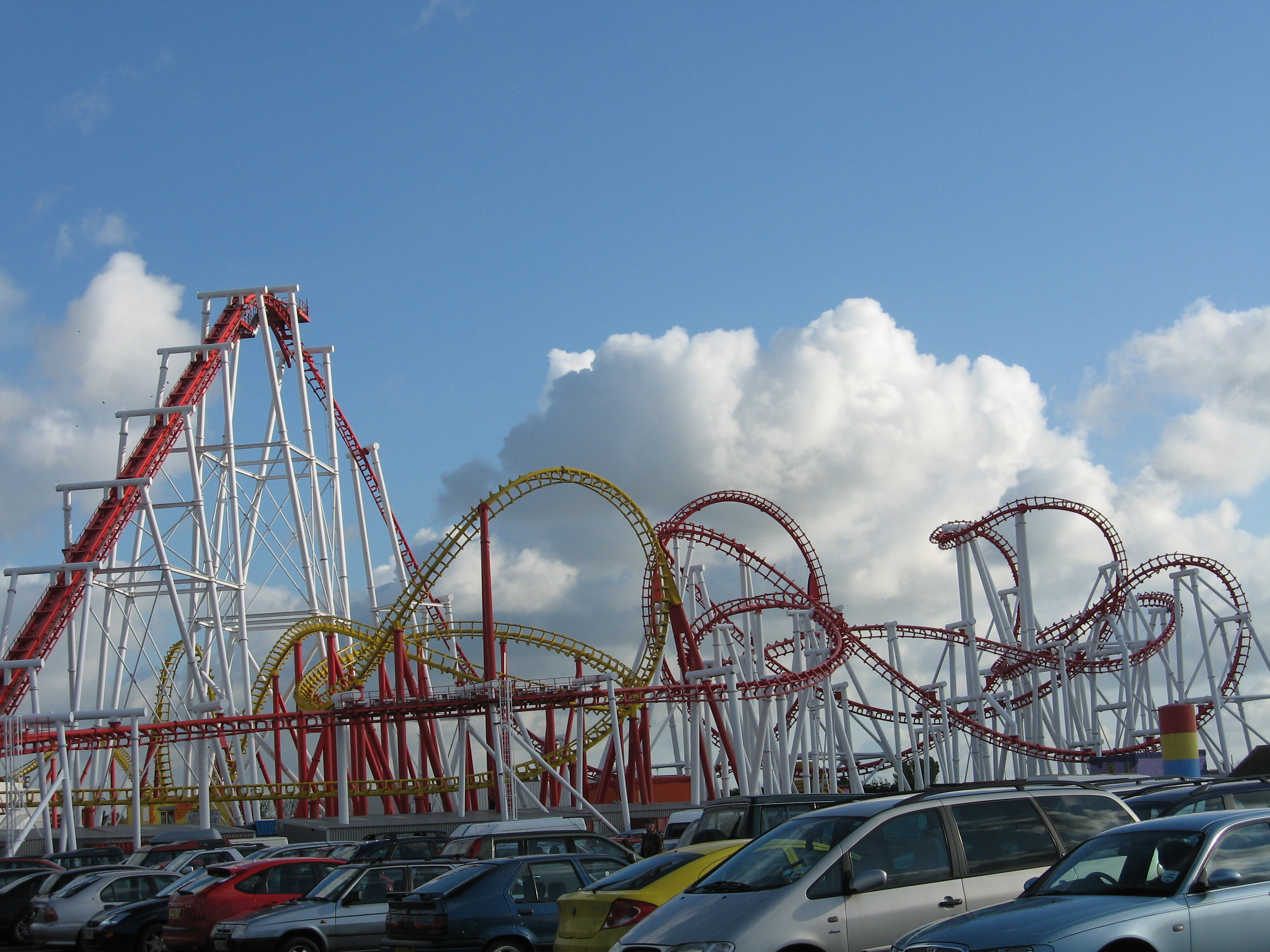
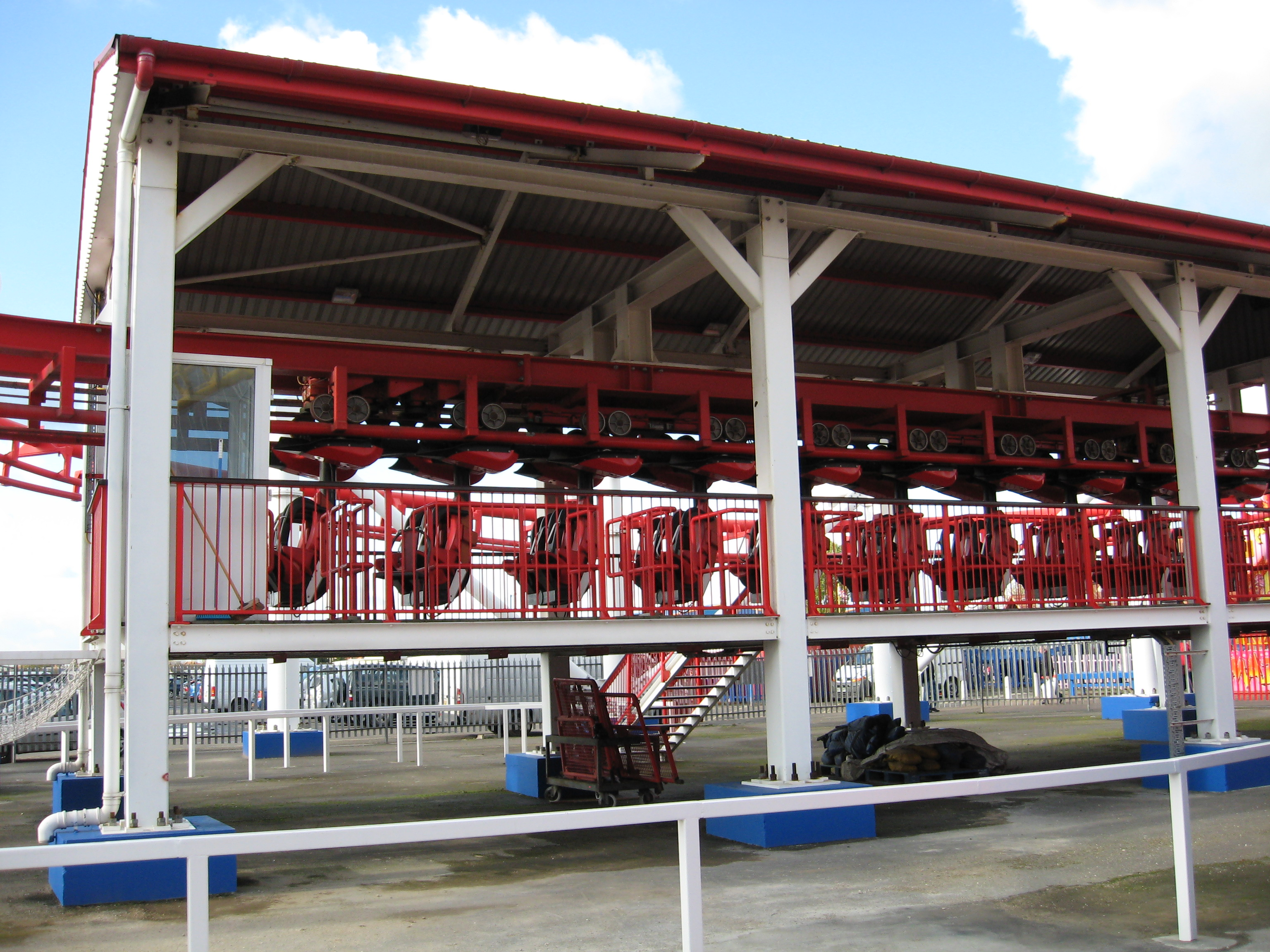